# Континентален вододел на Америка
Континенталният вододел на Америка, или накратко Континенталният вододел е името на главния, основно планински, хидроложки вододел на американския континент, който разделя водните басейни, изтичащи се към Тихия океан от речните системи, вливащи се в Атлантическия океан (включително онези, вливащи се в Мексиканския залив или Карибско море, както и най-на север - в Северния ледовит океан.
Макар че на северноамериканския континент съществуват и други вододели, този е най-значителният, тъй като е формиран от редица високи планински върхове по главните вериги на Скалистите планини, които достигат значително по-големи височини от другите вододели.